# Thermal Science
Thermal Science is een internationaal, aan collegiale toetsing onderworpen open access wetenschappelijk tijdschrift op het gebied van de thermodynamica. De naam wordt in literatuurverwijzingen meestal afgekort tot Therm. Sci. Het is opgericht in 1997 en wordt uitgegeven door het Servische VINČA Institute of Nuclear Sciences.